# Guaros de Lara
Der Guaros de Lara BBC ist ein professioneller Basketballklub aus Barquisimeto im venezolanischen Bundesstaat Lara. Der Klub, der nach dem Spitznamen Guaros (wörtliche Übersetzung: „Schnäpse“) der Bewohner der Region benannt ist, wurde erst 1983 gegründet und war bis zuletzt dreimal nationaler Vizemeister in Venezuela. Nach der letzten Vizemeisterschaft 2015 nahm der Klub auch an der kontinentalen FIBA Liga de las Américas teil, die man 2016 gewinnen konnte. Im Anschluss gewann der Klub auch den Intercontinental Cup zu Beginn der folgenden Saison.

## Geschichte
Die Guaros de Lara waren nicht die erste professionelle Basketballmannschaft im Bundesstaat, denn 1981 hatte Alexis Saldivia das Franchise Panteras aus Táchira erworben und nach Barquisimeto in Lara verlegt. Zwei Jahre später gewann diese Mannschaft, angeführt vom naturalisierten US-Amerikaner Sam Shepherd als MVP die Meisterschaft gegen die Gaiteros aus Zulia. Der neue Eigentümer Amílcar Gómez verlegte den Sitz der Panteras 1986 jedoch in die Hauptstadt Caracas. Mit der Gründung der Liga Profesional de Baloncesto (LPB) 1993 als der neuen höchsten Spielklasse kehrte mit den Bravos auch ein neues professionelles Franchise in den Bundesstaat zurück, das sich hier fünf Jahre hielt, bevor es in den Nachbarstaat Portuguesa zurückkehrte. 
Schließlich wurden 2003 die Guaros gegründet und im 1982 erbauten Domo Bolivariano in Barquisimeto angesiedelt, der damit erneut Heimstätte einer professionellen Basketballmannschaft wurde. Ein Jahr später konnte man 2004 unter anderem den ehemaligen NBA-Champion Carl Herrera verpflichten, mit dem 2005 und 2006 zweimal in die Finalserie der LPB einzog und dort Titelverteidiger Marinos de Anzoátegui sowie dem damaligen Rekordmeister Trotamundos de Carabobo unterlag. 2007 verließ Herrera, der unter anderem mit Sam Shepherd 1992 für die einzige Olympiateilnahme einer venezolanischen Basketballnationalmannschaft gesorgt hatte, mit 41 Jahren den Klub und beendete ein Jahr später seine Karriere. 
Auch die Mannschaft konnte zunächst keine weiteren Erfolge feiern, bevor nicht der aus Argentinien stammende venezolanische Nationaltrainer Néstor García 2014 zu dem Klub zurückkehrte, den er 2007 bereits einmal trainiert hatte. Schließlich erreichte der Klub 2015 erneut die Finalserie der LPB, in der man erneut Titelverteidiger Marinos unterlag. Anschließend nahm der Vizemeister jedoch an der FIBA Liga de las Américas teil, die man 2016 im Finale gegen den brasilianischen Titelverteidiger Associação Bauru gewann; MVP des Finalspiels wurde der US-amerikanische, ehemalige NBA-Profi Damien Wilkins. Nachdem García als Nationaltrainer Venezuela nach dem Gewinn der Amerikameisterschaft 2015 zur zweiten Olympiateilnahme 2016 geführt hatte, übernahm Iván Déniz die Vereinsmannschaft und konnte sie sechs Monate nach dem Titelgewinn in der Liga de las Américas auch zum Titelgewinn im Intercontinental Cup führen. Nachdem die Euroleague im Streit mit der FIBA Europa gelegen war, wurde als europäischer Vertreter der Titelgewinner des FIBA Europe Cup 2015/16 benannt. Gegen die Fraport Skyliners an deren Heimspielort in Frankfurt am Main konnten die Guaros de Lara mit Zach Graham als MVP im einzigen Finalspiel mit 74:69 den Weltpokal gewinnen.

## Kader
| Spieler | Spieler            | Spieler           | Spieler    | Spieler | Spieler | Spieler                 |
| Nr.     | Nat.               | Name              | Geburt     | Größe   | Info    | Letzter Verein          |
| ------- | ------------------ | ----------------- | ---------- | ------- | ------- | ----------------------- |
|         |                    | Guards (PG, SG)   |            |         |         |                         |
| 19      | Venezuela          | Heissler Guillent | 17.12.1986 | 183     | ; A-Nat |                         |
| 20      | Venezuela          | Yohanner Sifontes | 19.08.1995 | 192     |         |                         |
| 25      | /                  | Lucas Martínez    | 24.08.1990 | 193     |         | Soles de Mexicali       |
| 32      | Vereinigte Staaten | Zach Graham       | 28.03.1989 | 196     |         | Mighty Sports           |
|         |                    | Forwards (SF, PF) |            |         |         |                         |
| 2       | Vereinigte Staaten | Damion James      | 07.10.1987 | 201     |         | Cangrejeros de Santurce |
| 11      | Venezuela          | Luis Bethelmy     | 14.10.1986 | 203     | (C)     |                         |
| 24      | Venezuela          | José Ascanio      | 10.01.1996 | 204     |         |                         |
| 30      | Serbien            | Branko Cvetković  | 05.03.1984 | 200     |         | Montakit Fuenlabrada    |
| 41      | Vereinigte Staaten | Davon Jefferson   | 03.11.1986 | 203     |         | Capitanes de Arecibo    |
| 43      | Venezuela          | Néstor Colmenares | 05.09.1987 | 203     | A-Nat   |                         |
|         |                    | Center (C)        |            |         |         |                         |
| 0       | Venezuela          | Gregory Echenique | 23.11.1990 | 206     | A-Nat   |                         |
| 6       | Venezuela          | Windi Graterol    | 10.09.1986 | 205     | A-Nat   |                         |

| Trainer | Trainer    | Trainer     |
| Nat.    | Name       | Position    |
| ------- | ---------- | ----------- |
| Spanien | Iván Déniz | Cheftrainer |

| Legende                   | Legende            |
| Abk.                      | Bedeutung          |
| ------------------------- | ------------------ |
| (C)                       | Mannschaftskapitän |
| A-Nat                     | Nationalspieler    |
| Quellen                   |                    |
| Teamhomepage              |                    |
| Ligahomepage              |                    |
| Stand: 18. September 2016 |                    |

| Legende                   | Legende            |
| Abk.                      | Bedeutung          |
| ------------------------- | ------------------ |
| (C)                       | Mannschaftskapitän |
| A-Nat                     | Nationalspieler    |
| Quellen                   |                    |
| Teamhomepage              |                    |
| Ligahomepage              |                    |
| Stand: 18. September 2016 |                    |

### Ehemalige Spieler
| - Carl Herrera 2004–07 - Marcus Hatten 2005 - Corey Benjamin 2005–06 - Torey Thomas 2010 - Romel Beck 2010–11 - Reece Gaines 2012 - Smush Parker 2012–14 - Jack Michael Martínez 2013 - Héctor Romero 2014 - Marcus Fizer 2014 | - Devin Green 2014–15 - Jamario Moon 2014–15 - David Cubillán 2015 - Corey Fisher 2015 - Dewarick Spencer 2015 - Delonte West 2015 - Luis Alberto Flores 2015 - Damien Wilkins 2015–16 - Je’Kel Foster 2015/16 - Tyshawn Taylor 2016 |